# Mosquito (álbum de Yeah Yeah Yeahs)
Mosquito es el cuarto álbum de estudio de la banda de rock indie Yeah Yeah Yeahs, publicado el 12 de abril de 2013 por Interscope Records. Su primer sencillo "Sacrilege" fue lanzado el 25 de febrero de 2013. Ingresó en el Billboard 200 de los Estados Unidos en la quinta ubicación, con 38 000 copias vendidas en su primera semana, su primer álbum entre los diez mejores de dicha lista. En el Reino Unido debutó en el número 9 de la lista de álbumes, vendiendo en la primera semana 9.150 copias, convirtiéndose en el tercer top ten consecutivo de la banda.

## Lista de canciones
Todas las canciones escritas y compuestas por Yeah Yeah Yeahs. 
| N.º   | Título                                 | Productor(es)                   | Duración |  |
| 1.    | «Sacrilege»                            | Nick Launay, David Andrew Sitek | 3:50     |  |
| 2.    | «Subway»                               | Sitek, Launay                   | 5:16     |  |
| 3.    | «Mosquito»                             | Launay, Sitek                   | 2:59     |  |
| 4.    | «Under the Earth»                      | Launay                          | 4:18     |  |
| 5.    | «Slave»                                | Launay, Sitek                   | 4:06     |  |
| 6.    | «These Paths»                          | Sitek, Launay                   | 5:03     |  |
| 7.    | «Area 52»                              | Launay, Sitek                   | 2:54     |  |
| 8.    | «Buried Alive» (featuring Dr. Octagon) | James Murphy, Sam Spiegel       | 5:16     |  |
| 9.    | «Always»                               | Sitek, Launay                   | 4:07     |  |
| 10.   | «Despair»                              | Sitek, Launay                   | 4:48     |  |
| 11.   | «Wedding Song»                         | Sitek                           | 4:58     |  |
| 47:35 |                                        |                                 |          |  |

| Pistas adicionales edición deluxe |                                            |                 |          |  |
| N.º                               | Título                                     | Productor(es)   | Duración |  |
| 12.                               | «Subway» (NOLA Demo)                       | Yeah Yeah Yeahs | 3:54     |  |
| 13.                               | «Wedding Song» (Acoustic)                  | Yeah Yeah Yeahs | 2:53     |  |
| 14.                               | «Despair» (Acoustic)                       | Yeah Yeah Yeahs | 5:00     |  |
| 15.                               | «Mosquito» (Live from YYY’s Bunker Studio) | Yeah Yeah Yeahs | 3:24     |  |

## Posicionamiento en listas
| Listas (2013)                          | Mejor posición |
| -------------------------------------- | -------------- |
| Alemania (Media Control Charts)        | 63             |
| Australia (ARIA Charts)                | 17             |
| Austria (Ö3 Austria Top 40)            | 44             |
| Bélgica - Flanders (Ultratop)          | 57             |
| Bélgica - Wallonia (Ultratop)          | 120            |
| Canadá (Canadian Albums Chart)         | 10             |
| Escocia (Scottish Albums Chart)        | 8              |
| Estados Unidos (Billboard 200)         | 5              |
| Estados Unidos (US Alternative Albums) | 2              |
| Estados Unidos (Rock Albums)           | 2              |
| Irlanda (IRMA)                         | 8              |
| Japón (Oricon)                         | 54             |
| Noruega (VG-lista)                     | 24             |
| Reino Unido (UK Albums Chart)          | 9              |
| Suiza (Schweizer Hitparade)            | 76             |